# Balsall Common
Balsall Common è un paese della contea delle West Midlands, in Inghilterra.